# Musca haemorrhoidalis
Musca haemorrhoidalis är en tvåvingeart som först beskrevs av Charles Joseph de Villers 1789.  Musca haemorrhoidalis ingår i släktet Musca och familjen borrflugor.
Artens utbredningsområde är Frankrike. Inga underarter finns listade i Catalogue of Life.